# Dráha na svobodu

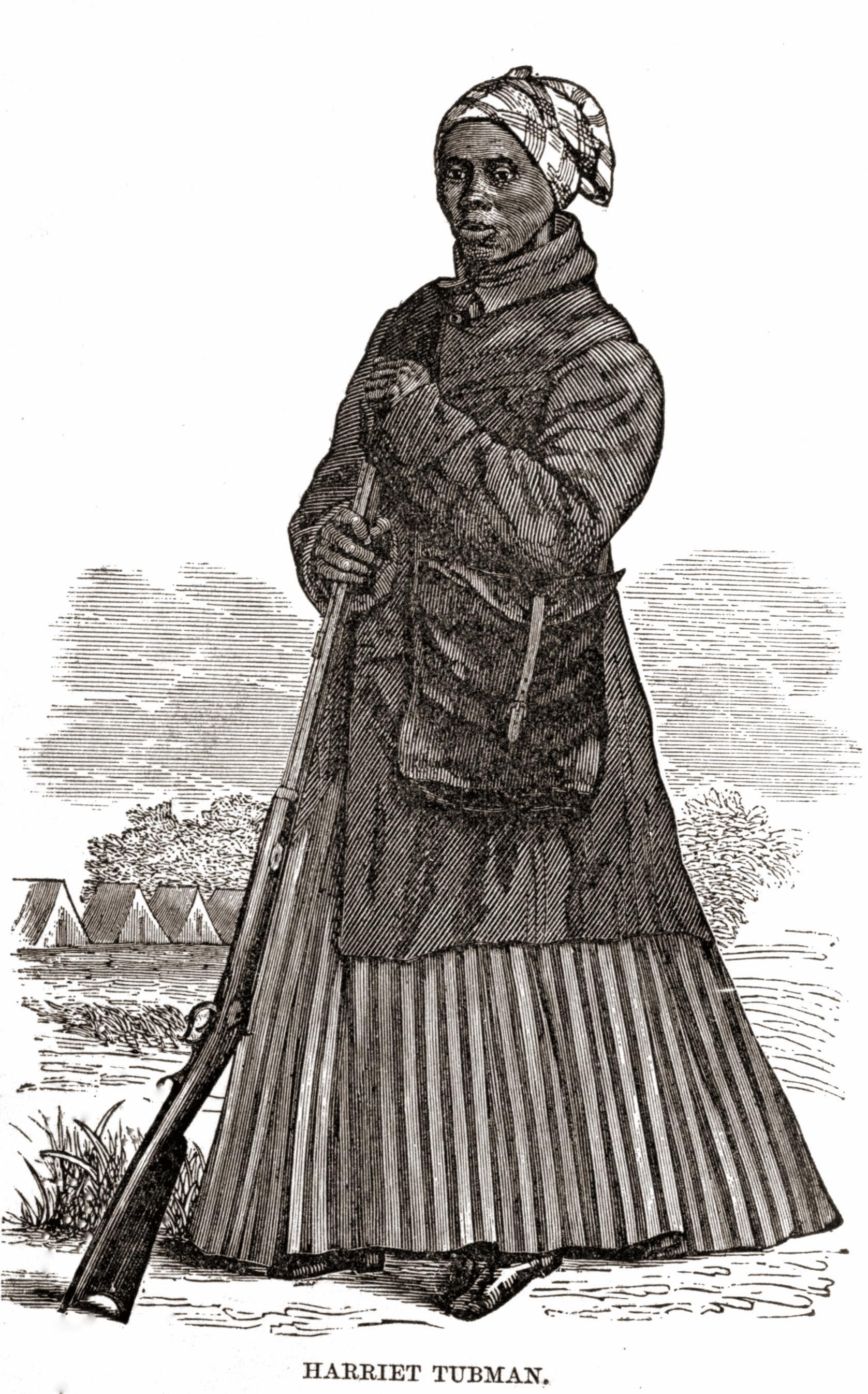
Harriet Tubmanová

Dráha na svobodu (1932, The Railroad to Freedom) je mládeži určený literárně zpracovaný životopis černošské abolicionistky a filantropky Harriet Tubmanové (asi 1820–1913) od americké spisovatelky Hildegarde Hoyt Swiftové. Kniha získala roku 1933 cenu Newbery Honor, jednu z nejprestižnějších cen za dětskou literaturu ve Spojených státech.

## Obsah knihy
Harriet Tubmanová se narodila v Marylandu jako černošská otrokyně jménem Harriet Araminta Rossová. Proti své vůli byla provdána za otroka Johna Tubmana, kterého nenáviděla. Když zemře jejich starý pán Carter, který se k otrokům choval slušně, jeho syn Georg v této praxi nepokračuje. Jeho krutost přivede Harriet k myšlence, že uprchne. Za pomoci starého Carterova přítele doktor Arnolda, který ji ukryje, se jí útěk z plantáže povede. Dostane se do Wilmingtonu v Severní Karolíně, kde se seznámí s Thomasem Garrettem (1789–1871), jednou z vůdčích osobností tzv. dráhy na svobodu, což bylo metaforické označení pro síť tajných cest, bezpečných domů a útočišť, kterých užívali v 1. polovině 19. století otroci, prchající z amerického Jihu do svobodných států Unie na severu. Od této chvíle se Harriet Tubnaová aktivně podílí na osvobození více než tří stovek otroků, které pomocí „dráhy na svobodu“ převádí na sever USA. Je proto přezdívána Black Moses (Černý Mojžíš).
Během občanské války pracuje jednak jako vyzvědačka ve prospěch Unie, jednak jako ošetřovatelka. Díky používání starých osvědčených černošských léčebných lektvarů získá pověst zázračné ženy, jejíž dotek uzdravuje. Při jedné akci zastřelí jižanského špióna a zjistí, že to byl její bývalý pán Georg.
Po válce se Harriet rozhodne vrátit domů. Najde však plantáž opuštěnou, všichni černoši zmizeli. Ve vykradeném panském domě objeví jen Georgovu matku, které vypoví vše o smrti jejího syna. 
Zbytek svého života prožila Harriet v Auburnu. Když ve vysokém věku zemřela, konalo se ve městě veliké masové slavnostní shromáždění na její počest a na zeď budovy městského úřadu byla zasazena pamětní bronzová deska s konstatováním: S neotřesitelnou vírou v Boha se odvážila každého nebezpečí a překonala každou překážku. K tomu všemu byla nadána mimořádnou předvídavostí a rozvahou, takže podle pravdy mohla říci: „Na mé dráze jsem nikdy jediný vlak nevykolejila. Aniž o jediného pasažéra nepřišla.“

## Česká vydání
- Dráha na svobodu, SNDK, Praha 1964, přeložil Alois Josef Šťastný.